# Glycyphana nepalensis
Glycyphana nepalensis är en skalbaggsart som beskrevs av Ernst Gustav Kraatz 1894. Glycyphana nepalensis ingår i släktet Glycyphana och familjen Cetoniidae. Utöver nominatformen finns också underarten G. n. roquesi.